# Emilie Mediz-Pelikan

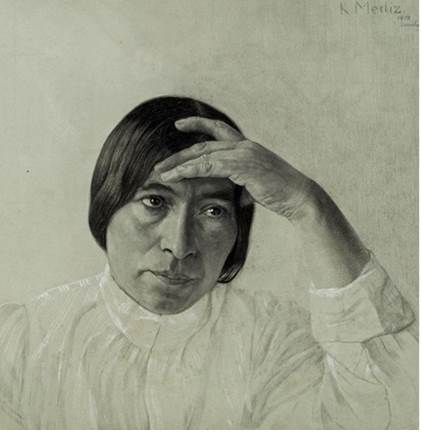
Emilie Mediz-Pelikan von
Karl Mediz, 1902. Sammlung Jack Daulton, Los Altos Hills, Kalifornien.

Emilie Mediz-Pelikan (* 2. Dezember 1861 in Vöcklabruck; † 19. März 1908 in Leubnitz-Neuostra bei Dresden) war eine österreichische Malerin. Der Künstler Karl Mediz war ihr Ehemann.

## Leben

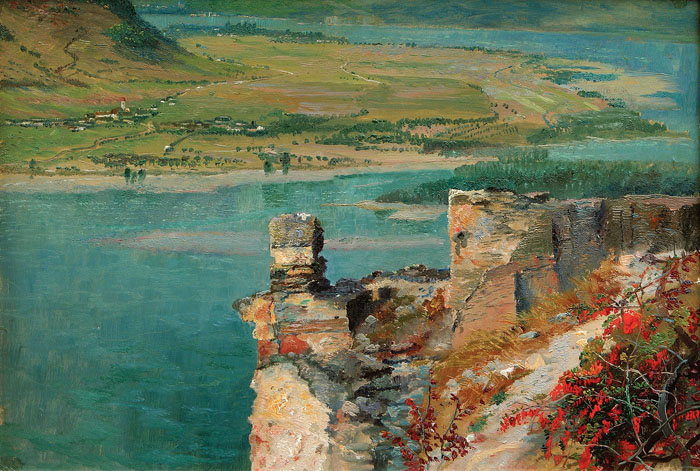
Blick von der Burgruine Dürnstein, um 1900

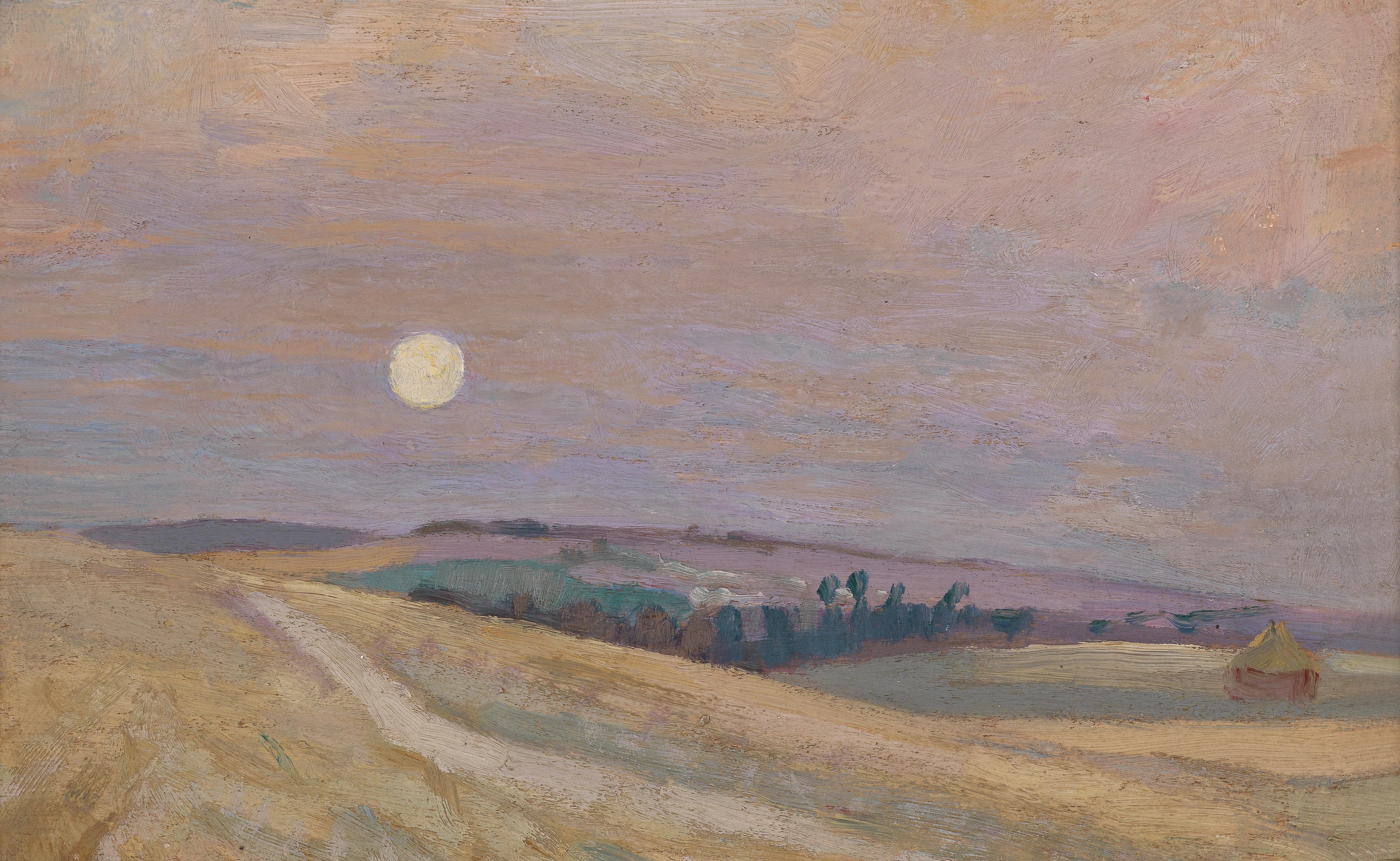
Sonnenuntergang, 1907/08

Emilie Pelikan war die Tochter eines Beamten und stammte aus Oberösterreich. Mit 21 Jahren wurde sie 1883 die letzte Privatschülerin des Landschaftsmalers Albert Zimmermann. Als dieser ab 1877/78 in Salzburg wirkte, begleitete sie ihn dorthin, denn ihre frühesten bekannten Bilder mit Motiven aus Bayern und dem Salzburger Land datieren ab 1884. Vermutlich ermunterte er sie auch, ihm 1885 nach München zu folgen. Vorwiegend hielt sie sich in der Künstlerkolonie Dachau auf, wo sie mit Adolf Hölzel und Fritz von Uhde befreundet war. 1889 und 1890 erfolgten jeweils Aufenthalte in Paris und in der belgischen Künstlerkolonie Knokke. In Dachau hatte sie den aus Wien stammenden Maler Karl Mediz kennengelernt, den sie in Knokke wieder traf. Die beiden gingen 1891 nach Wien und heirateten, hatten dort jedoch keinen künstlerischen Erfolg. 1893 brachte Emilie Mediz in Krems an der Donau ihre Tochter Gertrud zur Welt; die spätere Malerin Gertrude Honzatko-Mediz (1893–1975). Nach einigen Aufenthalten in Dresden übersiedelte das Künstlerehepaar 1894 ganz dorthin.
Reisen führten Emilie und Karl Mediz nach Tirol, Italien und an die Adria. Um die Jahrhundertwende stellte sich der künstlerische Erfolg allmählich ein. 1898 war sie auf der ersten Kunstausstellung der Wiener Secession vertreten, 1901 bei der Internationalen Kunstausstellung in Dresden. 1903 hatte sie mit ihrem Mann zusammen eine Kollektivausstellung im Wiener Hagenbund. In der Dresdner königlichen Hofkunsthandlung Richter zeigte sie 1904 graphische Arbeiten, 1905 und 1906 stellte sie im Berliner Künstlerhaus aus. Mit erst 47 Jahren starb Emilie Mediz-Pelikan völlig unerwartet an einer Herzlähmung.

## Werk
Emilie Mediz-Pelikan war eine der bedeutendsten Künstlerinnen Österreichs um 1900. Sie beschäftigte sich neben der Graphik vor allem mit Landschaftsmalerei. Schon früh an der künstlerischen Entwicklung in Deutschland und Holland orientiert, begann sie mit Freilichtmalerei im impressionistischen Stil, fand aber immer mehr zu eigentümlichen symbolistischen Werken, die eine mystische Naturphilosophie ausdrücken, mit denen sie, ebenso wie ihr Mann, Erfolg hatte. Überhaupt war die künstlerische Zusammenarbeit zwischen Karl und Emilie Mediz sehr intensiv.
Anerkennung erfuhr die Künstlerin zu Lebzeiten von zahlreichen prominenten Malerkollegen sowie vom Kunstkritiker Ludwig Hevesi, der über ihr Bild Ginsterfeld meinte, „man habe in München so ein Schauspiel von Impressionismus noch nicht gesehen“. Nach ihrem Tode, den ihr Mann nur schwer verkraftete und dessen künstlerische Kraft danach merklich nachließ, geriet sie aber zunächst in Vergessenheit, ebenso wie auch Karl Mediz. Der Nachlass beider wurde von den Staatlichen Kunstsammlungen in Dresden verwaltet, die Erbin verhinderte aber Ausstellungen. Als die DDR Nachlassverwalterin wurde, bestand zwar die Bereitschaft, die Bilder und Grafiken an Österreich zu übergeben, es dauerte aber lange Jahre, bis es tatsächlich dazu kam. So rief eine erste Ausstellung 1986 im Oberösterreichischen Landesmuseum erstmals wieder die Erinnerung an das Künstlerehepaar wach. Danach dauerte es aber weitere Jahre, bis im 21. Jahrhundert ihre Wiederentdeckung stattfand. Bilder finden sich seither immer wieder in Ausstellungen etablierter Museen und die Preise für Werke der beiden bei Auktionen steigen merklich.
- Moorlandschaft  (Wien, Belvedere, Inv. Nr. 7246) 1886, Öl auf Leinwand, 43 × 60 cm
- Fischerboote am Donauufer  (Wien, Belvedere, Inv. Nr. 7245), 1890, Öl auf Leinwand, 30 × 54 cm
- Dünen mit Stranddorn bei Knokke (Wien, Belvedere, Inv. Nr. 7247), 1890, Öl auf Leinwand, 40,5 × 56 cm
- Blühende Kastanien, (Wien, Belvedere, Inv. Nr. 543), 1900, Öl auf Leinwand, 132 × 184 cm